# میکاکو کوتانی
میکاکو کوتانی (انگلیسی: Mikako Kotani؛ زادهٔ ۳۰ اوت ۱۹۶۶) ورزشکار شنای موزون اهل ژاپن است.
وی در مسابقات کشوری و بین‌المللی در مجموع برندهٔ ۲ مدال طلا، ۳ مدال نقره، ۱۱ مدال برنز شده‌است.